# Bicho (Fußballspieler)
Javier Fernández Abruñedo, genannt Bicho (* 20. Februar 1996 in Sada, A Coruña), ist ein spanischer Fußballspieler. Sein bisher größter Erfolg war der Aufstieg von der Segunda División in die Primera División mit Deportivo La Coruña in der Saison 2013/14.

## Vereinskarriere
Bicho begann seine Karriere bei Rayo Sadense CF, wechselte dann zu der Jugendabteilung von Deportivo La Coruña und durchlief dort die Jugendabteilungen bis 2013. Ab der Saison 2013/14 gehörte er dann vollständig zur zweiten Mannschaft von Deportivo La Coruña, obwohl er sein Debüt und sein erstes Tor für Deportivo La Coruña B schon in der Saison 2012/13 erzielt hatte.
Obwohl Bicho eigentlich zum Kader der zweiten Mannschaft gehörte, durfte er am 17. August 2013 beim 1:0-Sieg gegen UD Las Palmas sein Debüt für die erste Mannschaft in der Segunda División geben. Sein Debüt in der Copa del Rey durfte er für Deportivo La Coruña beim 15:14-Erfolg nach Elfmeterschießen gegen FC Córdoba am 11. September 2013 geben. In der Copa Del Rey durfte er ein weiteres Spiel absolvieren und in der Liga kam er noch fünf weitere Male zum Einsatz.
Für zwei Jahre lieh der FC Barcelona Bicho für ihre zweite Mannschaft, den FC Barcelona B, zur Saison 2013/14 aus und am 14. Juli 2014 wechselte er offiziell zum FC Barcelona B. Bei der 2:0-Niederlage am ersten Spieltag gegen CA Osasuna am 23. August 2014 durfte Bicho sein Debüt für die zweite Mannschaft der Katalanen feiern. Nach 18 Zweitligaeinsätzen wurde Bicho anschließend an CD Leganés weiterverliehen. Im Januar 2016 wurde sein Leihvertrag bei Leganés aufgelöst und er wurde an den Drittligisten SD Compostela verliehen.

## Nationalmannschaft
Nachdem er 2012 drei Spiele für die spanische U-16-Nationalmannschaft absolviert hatte, wurde Bicho von Santi Denia 2013 für die spanische U-17-Nationalmannschaft nominiert und durfte am 21. Januar 2013 beim 1:0-Sieg im Freundschaftsspiel gegen die italienische U-17-Nationalmannschaft antreten. 2013 absolvierte er zwei weitere Partien unter Santi Denia.

## Erfolge und Titel
- Aufstieg in die Primera División mit Deportivo La Coruña (2013/14)